# Primera División de Omán
La Primera División de Omán (en árabe: دوري الدرجة الأولى العماني) es segundo nivel del sistema de ligas de fútbol de Omán.
El Muscat FC es el actual campeón.

## Formato de competición
El torneo está dividido en dos fases. La primera fase en dos grupos de siente equipos cada uno. Luego, los mejores pasan a una fase final. 
Los equipos ubicados en el primer lugar y segundo lugar ascienden a la máxima categoría, mientras que el tercero en la tabla de posiciones juega un repechaje contra el equipo de la Liga Profesional de Omán ubicado en la antepenúltima posición.

## Lista de campeones
- 2004/2005: Suwaiq
- 2005/2006: Salam
- 2006/2007: Sin datos
- 2007/2008: Saham
- 2008/2009: Sin datos
- 2009/2010: Ahli Sidab
- 2010/2011: Sur Club
- 2011-2012: Saham
- 2012-2013: Al-Itihad
- 2013-2014: Al-Khabourah SC
- 2014-2015: Muscat Club

Fuentes:

## Temporada 2015-2016
- Oman
- Al-Seeb
- Ja'lan
- Nizwa
- Al-Kamel Wa Al-Wafi
- Al-Mudhaibi
- Al-Ittihad
- Al-Rustaq
- Ahli Sidab
- Bowsher
- Ahli Sidab
- Al-Tali'aa
- Mirbat
- Bahla
- Al-Wahda

Fuente: